# 다이하이드로테스토스테론
다이하이드로테스토스테론(dihydrotestosterone, DHT)은 내인성 남성호르몬의 일종이다. 주로 전립선과 음경의 성장과 회복, 피지 분비와 체모의 조성에 관여한다. 5α-다이하이드로테스토스테론, 5α-DHT, 안드로스타놀론(androstanolone), 스타놀론(stanolone)이라 부르기도 한다.
5알파-환원효소는 전립선, 정낭, 부고환, 피부, 모낭, 간, 뇌 등의 조직에서 테스토스테론의 C4-5 이중결합을 환원시켜 다이하이드로테스토스테론으로 만든다. 다이하이드로테스토스테론은 또한 프로게스테론이나 17알파-하이드록시프로게스테론으로부터 합성될 수도 있다. 다이하이드로테스토스테론은 테스토스테론에 비해 강력한 안드로겐 수용체 친화력을 지닌다.

## 성적 발달에 미치는 영향
남성들에서 테스토스테론의 5%는 강력한 안드로겐인 다이하이드로테스토스테론을 형성하기 위한 5α 환원 작용(5α-reduction)을 거친다. DHT는 테스토스테론 보다 2배에서 3배 이상 그리고 부신성 안드로겐(adrenal androgens)보다 15배-30배 이상의 강력한 안드로겐 수용체 친화력을 가진다. 수용체로부터의 테스토스테론의 해리도는 DHT보다 5배 이상이다. 배형성(혹은 배아발생, embryogenesis) 동안 DHT는 외부 남성 생식기 생성에서 중요한 역할을 하는 반면 성인에게는 전립선과 모낭에서 주요한 안드로겐으로 작용한다.
5알파환원효소결핍증을 가진 사람은 태어난 직후에 남성기가 튀어나와 보이지 않아 여자아이로 길러지지만 사춘기에 남성기가 크게 발달한다. 이 때 DHT의 농도는 매우 낮고 테스토스테론 농도는 정상 남성 범위에 들며 다른 남자들과 같이 근육계가 발달한 체형이 된다. 그러나 일반 남성들과 다르게 사춘기 이후 음모와 체모가 적고 남성형 탈모증에 걸리지 않는 차이가 있다.
DHT는 방향화효소에 의해 에스트라디올로 전환될 수 없다. 그래서 과학 연구에서 유용하게 쓰인다.

## 병리학
DHT는 모낭의 축소로 인해 생겨난 남성형 탈모에서 가장 주요한 기여요소이다. 그러나 여성의 탈모는 보다 더 복잡하며 DHT는 여러 탈모 원인 중 하나이다. DHT 수치가 점차 증가하는 여성들은 중성적인 남성 2차 성징의 특징들을 가지게 되는데 깊어진 목소리와 얼굴에 나는 털을 예로 들 수 있다. DHT는 전립선을 확대해 전립선 암뿐만 아니라 전립선 비대증의 발병과 악화에서 중요한 역할을 한다. 전립선의 비대와 분화는 DHT와 같은 성호르몬에 큰 영향을 받는다.

## 만성심장질환에서의 이점
DHT는 만성심장질환 환자들에게 안정적인 휴지상태의 국소성 빈혈(resting ischemia)에 있어 유익한 효과를 준다. 이러한 환자들에게 만성 DHT 관리는 협심증이나 1 mm ST depression 발병까지의 시간을 늘려준다.

## 치료
5α-환원효소 억제제는 2가지의 DHT 관련 상태의 치료를 위해 주로 이용되는데 남성형 탈모와 전립선 비대증이다. 피나스테리드(finasteride)는 전립선 비대증 치료제와 남성형 탈모 치료제로 FDA에서 승인을 받았다. 승인을 받은 국내 시판 중인 경구용 남성형 탈모 치료제로는 피나스테리드와 두타스테리드가 있다. 피나스테리드는 효소의 3번째 아이소타이프(third isotype)에 대한 강한 억제제이다. 두타스테리드(dutasteride)는 전립선비대증 치료제(특히 일본에서는 유일하게 승인을 받은)와 남성형 탈모 치료제로 사용되며, 미국과 유럽 및 아시아 지역 (특히 일본에서도 최근 승인을 득함)에서 폭넓게 사용되고 있다. 특히 피나스테리드(finasteride)와 달리 5α-환원효소 type 1 & 2 (피나스테리드는 type 2만)를 모두 억제하여 좀 더 강력하게 5α-환원효소를 억제하는 특징을 가지고 있다.